# Boiga andamanensis
Boiga andamanensis este o specie de șerpi din genul Boiga, familia Colubridae, descrisă de Wall 1909. Conform Catalogue of Life specia Boiga andamanensis nu are subspecii cunoscute.